# Cola Jet Set
Cola Jet Set és un grup musical d'indie pop originari de Barcelona. Són hereus de Los Fresones Rebeldes i la seua música s'inspira en el pop dels seixanta amb influències folk.
En 2004 van publicar el seu primer àlbum Contando historias, produït per Guille Milkyway, en què va fer els cors en diverses cançons i va posar veu a la cançó "Nuba". Els senzills "Cosas que nunca se olvidan" i "Suena el teléfono" es van publicar en 2002 i 2007 respectivament.
En 2008 van participar en el concurs de TVE Salvemos Eurovisión, però no van obtenir els vots suficients per arribar a la final.
En 2009 va deixar la discogràfica Subterfuge per Elefant Records, amb què van editar el seu segon àlbum Guitarras y tambores. Aquest segon disc incloïa cançons compostes i cantades per gairebé tots els membres de la banda. La cançó "El sueño de mi vida" va ser el primer senzill de presentació del nou àlbum.
En 2022 s'hi va incorporar el violista Joaquim Felipe y Vaquero.